# Saint-Henri (ancienne circonscription fédérale)
Pour les articles homonymes, voir Saint-Henri.

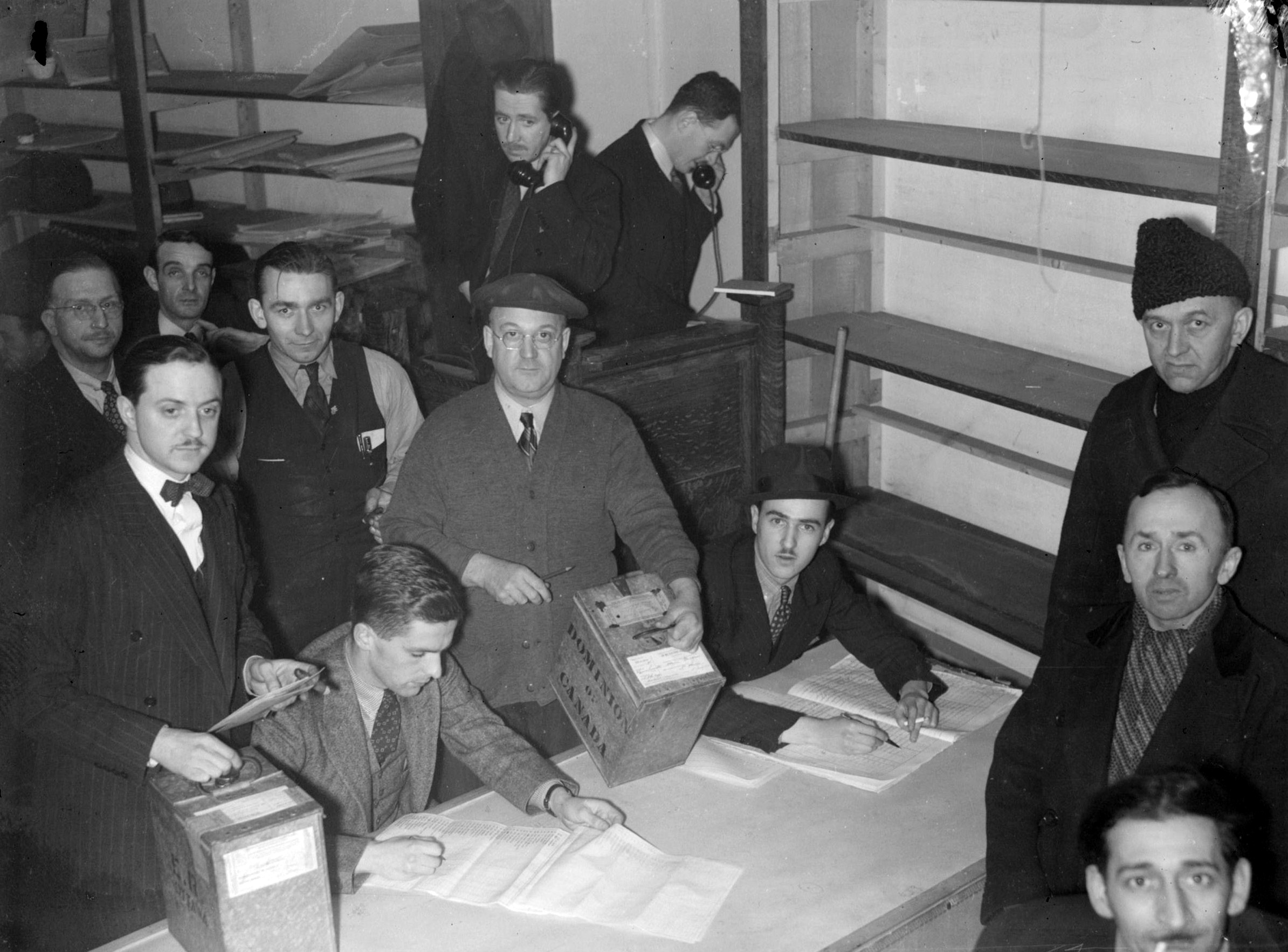
Un dépouillement de vote dans la circonscription fédérale de Saint-Henri

Saint-Henri (aussi reconnue sous les noms St. Henry, St. Henri et Saint-Jacques) est une ancienne circonscription fédérale du Québec, située sur l'île de Montréal, et représentée de 1925 à 1988.
La circonscription de St. Henri fut créée en 1924 avec des parties de Westmount—Saint-Henri. En 1933, le nom changea pour devenir St. Henry. En 1947, St. Henry fut abolie et redistribuée parmi St-Henri et Saint-Antoine—Westmount.
En 1952, on modifia St-Henri pour qu'il devienne Saint-Henri. En 1977, la circonscription fut renommée Saint-Jacques.
Lors des changements survenus dans les circonscriptions fédérales en 2003, ce qui fut autrefois la circonscription de Saint-Henri, est désormais intégré dans la circonscription de Jeanne-Le Ber.

## Géographie
La circonscription comprenait:
- Une partie de la ville de Montréal, contenue dans le quartier Saint-Henri

## Députés
| Législature                                                                     | Années    | Député                | Député                | Parti politique |
| ------------------------------------------------------------------------------- | --------- | --------------------- | --------------------- | --------------- |
| St. Henri issue de Westmount—Saint-Henri                                        |           |                       |                       |                 |
| 15e                                                                             | 1925–1926 |                       | Paul Mercier          | Libéral         |
| 16e                                                                             | 1926–1930 |                       | Paul Mercier          | Libéral         |
| 17e                                                                             | 1930–1935 |                       | Paul Mercier          | Libéral         |
| St. Henry                                                                       |           |                       |                       |                 |
| 18e                                                                             | 1935–1937 |                       | Paul Mercier          | Libéral         |
| 18e                                                                             | 1937–1940 | Joseph-Arsène Bonnier |                       | Libéral         |
| 19e                                                                             | 1940–1945 | Joseph-Arsène Bonnier |                       | Libéral         |
| 20e                                                                             | 1945-1949 | Joseph-Arsène Bonnier |                       | Libéral         |
| St-Henri                                                                        |           |                       |                       |                 |
| 21e                                                                             | 1949–1953 |                       | Joseph-Arsène Bonnier | Libéral         |
| Saint-Henri                                                                     |           |                       |                       |                 |
| 22e                                                                             | 1953–1957 |                       | Joseph-Arsène Bonnier | Libéral         |
| 23e                                                                             | 1957–1958 |                       | Joseph-Arsène Bonnier | Libéral         |
| 24e                                                                             | 1958–1962 | Hilarion-Pit Lessard  |                       | Libéral         |
| 25e                                                                             | 1962–1963 | Hilarion-Pit Lessard  |                       | Libéral         |
| 26e                                                                             | 1963–1965 | Hilarion-Pit Lessard  |                       | Libéral         |
| 27e                                                                             | 1965–1968 | Hilarion-Pit Lessard  |                       | Libéral         |
| 28e                                                                             | 1968–1972 | Gérard Loiselle       |                       | Libéral         |
| 29e                                                                             | 1972–1974 | Gérard Loiselle       |                       | Libéral         |
| 30e                                                                             | 1974–1979 | Gérard Loiselle       |                       | Libéral         |
| Saint-Jacques                                                                   |           |                       |                       |                 |
| 31e                                                                             | 1979–1980 |                       | Jacques Guilbault     | Libéral         |
| 32e                                                                             | 1980–1984 |                       | Jacques Guilbault     | Libéral         |
| 33e                                                                             | 1984–1988 |                       | Jacques Guilbault     | Libéral         |
| Dissoute parmi Laurier—Sainte-Marie, Saint-Henri—Westmount et Verdun—Saint-Paul |           |                       |                       |                 |